# Чернелавци
Чернелавци (словен. Černelavci, мађ. Kisszombat) је насељено место у општини Мурска Собота, Помурска регија, Словенија.

## Историја
До територијалне реорганизације у Словенији били су у саставу старе општине Мурска Собота.

## Становништво
У попису становништва из 2011. године, Чернелавци су имали 1.272 становника.
| Број становника према пописима | Број становника према пописима | Број становника према пописима |
| ------------------------------ | ------------------------------ | ------------------------------ |
| 1991                           | 2002                           | 2011                           |
| 1.470                          | 1.741                          | 1.272                          |

Напомена: Године 1984. извршена је мања размена територија између насеља Вешчица и Чернелавци. Године 2002. смањен за део насеља који је проглашен за ново самостално насеље Пушча.